# Wassili Tsagolow
Wassili Tsagolow (* 1957 in Dihora, Nordossetien, Sowjetunion) ist ein Vertreter der Neuen Welle, einer Kunstbewegung der ukrainischen Transavantgard der 1990er Jahre. Außerdem ist er Performancekünstler und Autor zahlreicher Video- und Photoprojekte und anderer Installationen.

## Biografie
1977 beginnt er seine künstlerische Ausbildung an der Kunstschule Nordossetien in Wladikavkas, die er 1986 an der staatlichen Kunstakademie der Ukraine in Kiew abschließt. Er war Mitglied der „Commune Paris“-Art Association und zählt zu den wichtigsten Vertretern zeitgenössischer ukrainischer Kunst.
Sein Stil zeichnet sich vor allem durch die losgelöste Art und Weise der Kombination von Alltäglichem und Fantastischen, bis hin zum Absurden und Grotesken aus. Durch die Arbeiten wird manifest, dass ernsthafte Veränderungen in der modernen Figurenmalerei notwendig sind. Allerdings nicht auf die Form, als vielmehr auf den Inhalt der Darstellungen bezogen – das Subjekt und den Charakter der künstlerischen Erzählung betreffend. Dabei ist der Stil beabsichtigt nach einem streng akademischen Modus angelegt, um hier den Ablenkungen formaler Experimente zu entgehen und die Aufmerksamkeit auf Handlung und Erzählung zu konzentrieren.
Der konzentrierte „Blick“ umgreift dabei eine übergroße Religiosität, tiefe Eschatologische Gemütszustände, ebenso wie die Obsession der Idee, es existierten außerirdische Zivilisationen, UFOs oder Aliens. Die Kombination dieser Elemente geschieht in solch ironischer wie auch geschickter Symbiose, dass man leicht von einem „Paranormalen Realismus“ sprechen kann.
In den Arbeiten Liebe und Criminal Week, die aus der jüngsten, expressiven Periode der Arbeiten stammen, deren Hauptinstrument improvisierte, künstlich arrangierte Szenen und optische Täuschungen sind, die zum Teil schockierend und mit realen Dokumenten vermischt sind. Die Ästhetisierung der Gewalt, welche ein Zeichen des modernen Umgangs mit dem Thema der Gewalt ist, führt durch ihren Fatalismus zur Auflösung der moralischen Grenzen zwischen „Positiv und Negativ“.

## Ausstellungen
- 2000: Musefication, Soviart Gallery, Kiew, Ukraine
- 2004: Wandering Bullet, Guelman Gallery, Moskau, Russland
- 2006: Ukrainian X-Files-2, Guelman Gallery, Moskau, Russland

## Gruppenausstellungen
- 1997: 3. Cetinje Biennale, Kunstmuseum, Cetinje, Jugoslawien
- 1999: Pinacotheque, International Art Festival, UA
- 1999: Future Is Now, ukrainian Art of the 90s, Museum for Contemporary Art, Zagreb, Kroatien
- 2000: After the Wall, Ludwig Museum, Budapest und Hamburger Bahnhof, Berlin
- 2001: Media Forum, International Film Festival, Moskau, Russland
- 2001: Iskusstwo 2000 – New Art from Russia, Rosenheim, Stadt Galerie
- 2004: FIAC International Contemporary Art Fair, Paris, Frankreich
- 2006: Russia2.Bad News From Russia. White Box, NY, USA